# Tramelan-Dessous
Tramelan-Dessous (toponimo francese) è una frazione del comune svizzero di Tramelan, nel Canton Berna (regione del Giura Bernese, circondario del Giura Bernese).

## Storia

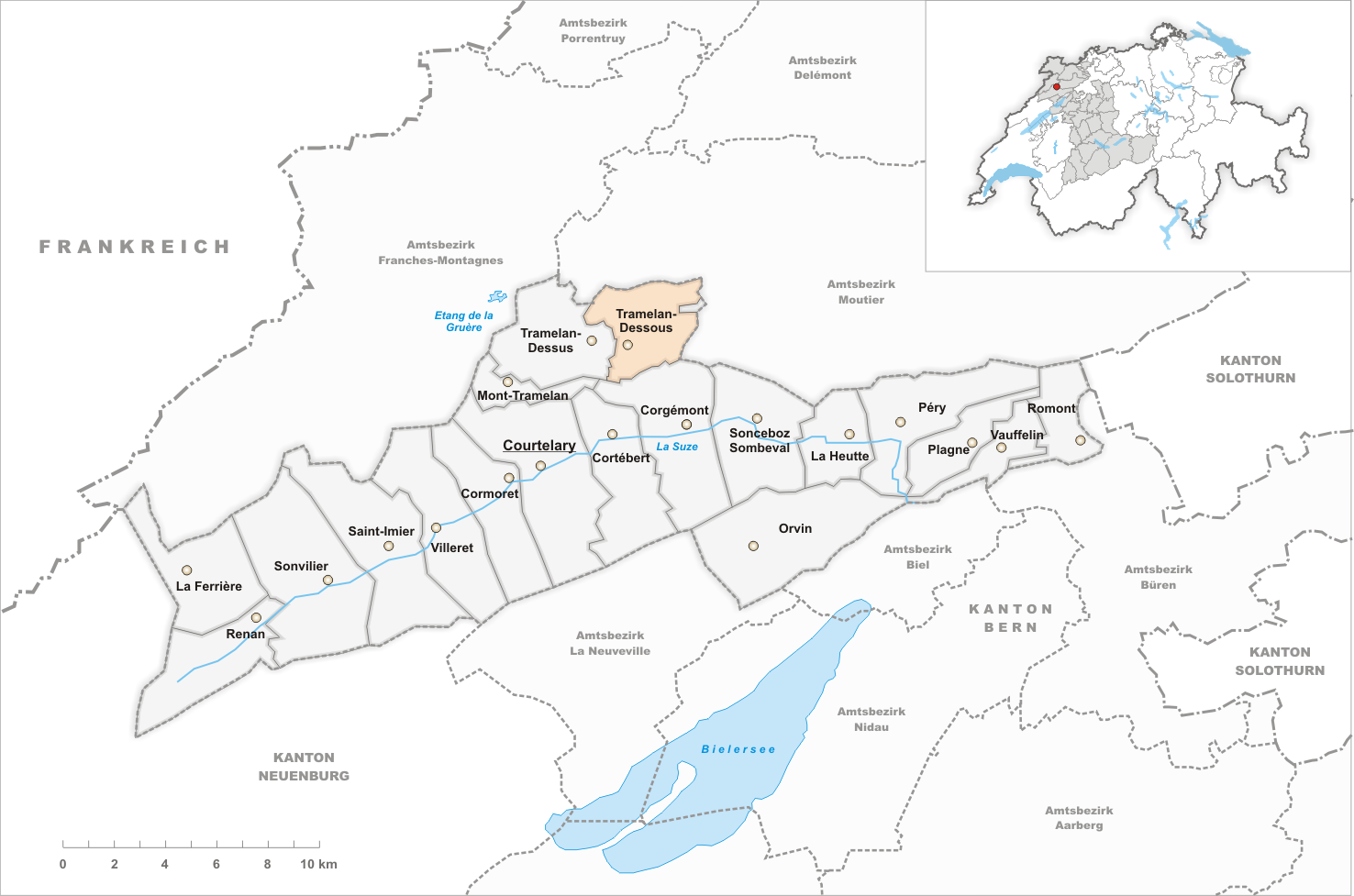
Il territorio del comune di Tramelan-Dessous prima degli accorpamenti comunali del 1952

Già comune autonomo appartenente al distretto di Courtelary, nel 1952 è stato accorpato all'altro comune soppresso di Tramelan-Dessus per formare il nuovo comune di Tramelan.

## Società

### Evoluzione demografica
L'evoluzione demografica è riportata nella seguente tabella:
Abitanti censiti

## Amministrazione
Comune politico e comune patriziale vennero uniti nel 1906.